# Sabueso de Bulgaria
El Sabueso de Bulgaria (en búlgaro: българско гонче, balgarsko gonche) es una raza de perro de caza originario de ese país. Popular en Bulgaria, es difícil de encontrar fuera de sus fronteras.
Reconocido por la Federación Cinológica de Bulgaria, miembro de la FCI, se trata de un sabueso de tamaño medio de cuerpo fuerte, armonioso y elegante con una línea muy rectangular.

## Orígenes
Se desconoce cómo llegó esta raza a la región y dónde descansan sus orígenes. Algunas fuentes indican que ilirios, tracios, celtas y griegos que habitaron la península balcánica utilizaban para la caza sabuesos similares. Algunos estudiosos sugieren que todos los sabuesos encontrados en la península se originaron en Asia.
La raza se presentó en la Feria Mundial de la Caza de Plovdiv de 1981.